# Mia Goth
Mia Gypsy Mello da Silva Goth (Southwark, 25 ottobre 1993) è un'attrice e modella britannica di origine brasiliana e canadese. Ha ottenuto dei riconoscimenti con i film La cura del benessere (2016), High Life (2018), Suspiria (2018) ed Emma. (2020). Ha raggiunto la svolta nella sua carriera come regina dell'urlo interpretando Maxine Minx e Pearl nei film slasher X: A Sexy Horror Story (2022), Pearl (2022) e MaXXXine (2024).

## Biografia
Mia Gypsy Mello da Silva Goth è nata il 25 ottobre 1993 al Guy's Hospital di Londra, in Inghilterra. Sua madre è brasiliana e suo padre è canadese, originario della Nuova Scozia. Suo nonno materno è l'artista americano Lee Jaffe, e sua nonna materna è l'attrice brasiliana Maria Gladys. Goth si trasferì in Brasile all’età di due settimane insieme alla madre, allora ventenne, che aveva bisogno del sostegno della propria famiglia per crescerla. All'età di cinque anni, fecero ritorno nel Regno Unito e, successivamente, quando Goth aveva dieci anni, si trasferirono temporaneamente in Canada, paese d’origine del padre. Durante quel periodo, frequentò nove scuole nell’arco di un solo anno scolastico. Goth ha descritto quel tentativo di convivenza con il padre come particolarmente difficile. A dodici anni si stabilì con la madre nel sud-est di Londra, dove frequentò la Sydenham School. È cresciuta in una famiglia monogenitoriale: la madre la mantenne lavorando come cameriera.
A 16 anni, Mia Goth è stata scoperta al festival Underage di Londra dalla fotografa di moda Gemma Booth, che l'ha presentata all'agenzia Storm Model Management. In seguito, ha preso parte a campagne pubblicitarie per marchi come Miu Miu e Prada ed è apparsa su diverse riviste di moda, tra cui Wonderland, Vogue, Vogue Italia, W, Love, Dazed, Interview, AnOther, British Vogue, Document Journal, Glamour e Pirelli. Ha debuttato in passerella nel 2023, aprendo la sfilata autunno/inverno di Miu Miu.
Goth ha iniziato a sostenere audizioni per il cinema all'età di 16 anni e, dopo aver completato il sesto anno di studi, ha ottenuto il suo primo ruolo cinematografico in Nymphomaniac (2013) di Lars von Trier, recitando accanto a Charlotte Gainsbourg e Willem Dafoe nel capitolo conclusivo "The Gun". Successivamente, ha interpretato Sophie Campbell in un episodio della serie drammatica poliziesca The Tunnel, prodotta da Sky Atlantic. Nel 2014, Mia Goth è apparsa nel video musicale del brano Haunted Love del gruppo Future Unlimited, diretto da Shia LaBeouf. Nello stesso anno ha recitato nel cortometraggio Magpie, diretto da Stephen Fingleton e interpretato insieme a Martin McCann. Nel 2015 ha ottenuto il suo primo ruolo da protagonista nel film The Survivalist, un thriller post-apocalittico diretto dallo stesso Fingleton, in cui interpreta il personaggio di Milja. Sempre nel 2015, ha recitato nel ruolo di Meg Weathers nel film catastrofico Everest, diretto da Baltasar Kormákur, e ha interpretato Hanna Helmqvist in un episodio della serie poliziesca britannica Wallander, trasmessa da BBC One.
Nel 2016, Mia Goth ha recitato nel film horror La cura del benessere, diretto da Gore Verbinski. Nel 2017 affianca Anya Taylor-Joy in Marrowbone. Nel 2018 ha interpretato ruoli secondari nel remake di Suspiria di Luca Guadagnino, ispirato all'omonimo film di Dario Argento del 1977, e nel film di fantascienza High Life, diretto da Claire Denis. Nel 2019 è apparsa nel cortometraggio The Staggering Girl, sempre per la regia di Guadagnino, mentre nel 2020 ha preso parte alla commedia romantica in costume Emma., affiancando di nuovo Anya Taylor-Joy e diretta da Autumn de Wilde. Nel 2021 ha recitato nel film drammatico e d’azione Mayday, al fianco di Grace Van Patten e Juliette Lewis, scritto e diretto da Karen Cinorre.
Mia Goth ha recitato nel film slasher X: A Sexy Horror Story di Ti West, uscito a marzo 2022 e accolto con grande successo dalla critica. Per interpretare il personaggio anziano di Pearl, Goth ha indossato un elaborato trucco prostetico, sottoponendosi a lunghe sessioni di make-up. A riguardo, ha raccontato: "Sono state ben 10 ore sulla sedia del trucco, seguite da giornate di riprese di 12 ore, durante le quali la truccatrice Sarah Rubano, incredibile nel suo lavoro, mi ritoccava costantemente, assicurandosi anche che le lenti a contatto fossero perfette". La sua performance, sia nel ruolo della protagonista Maxine Minx sia in quello dell'antagonista Pearl, ha ricevuto ampi consensi. Il regista Ti West ha dichiarato: "Ha compreso a fondo i personaggi e la dualità tra Maxine e Pearl". David Sims, critico de The Atlantic, ha scritto: "La doppia interpretazione è notevole per Goth, che si era già distinta in ruoli secondari in film come Emma, High Life e La cura dal benessere". Successivamente, Goth ha recitato nel prequel Pearl, che ha co-scritto con West e le cui riprese sono iniziate subito dopo quelle di X: A Sexy Horror Story. Il film è stato distribuito a settembre 2022 e ha ricevuto recensioni positive. La sua performance è stata particolarmente lodata ed è considerata tra le migliori interpretazioni cinematografiche dell’anno. Per questo ruolo, Mia Goth è stata candidata all’Independent Spirit Award come miglior attrice protagonista, oltre a ricevere altre candidature.
Goth ha recitato al fianco di Alexander Skarsgård nel thriller Infinity Pool, diretto da Brandon Cronenberg. Il film è stato presentato in anteprima al Sundance Film Festival del 2023, dove ha ricevuto un'accoglienza positiva da parte della critica, in particolare per la performance di Mia Goth. David Fear di Rolling Stone ha scritto: "Goth rafforza ulteriormente la sua posizione post-Pearl come l’attrice più interessante attualmente attiva nel cinema di genere". Meagan Navarro di Bloody Disgusting ha invece osservato: "Goth porta avanti le macchinazioni subdole del suo personaggio con una gioia sfrenata e carismatica che ruba la scena, in una prova che potrebbe rivaleggiare con Pearl". Nell'aprile del 2023 entra a far parte del Marvel Cinematic Universe, unendosi al cast di Blade, dove reciterà al fianco di Mahershala Ali.
Goth ha ripreso il ruolo di Maxine Minx in MaXXXine, il terzo film della serie X, uscito nel 2024. L’attrice ha affermato di ritenere la sceneggiatura "di gran lunga la migliore dei tre". Jeannette Catsoulis del New York Times ha elogiato il film, definendo la performance di Goth “come al solito sublime”. Al contrario, Christy Lemire di RogerEbert.com ha espresso una critica al personaggio di Maxine, osservando che “Goth rimane una presenza singolare sullo schermo, ma può fare solo così tanto con un personaggio che diventa meno interessante man mano che si ritrova trascinata sempre più nel pericolo”.
Mia Goth sarà la protagonista del film horror Frankenstein di Guillermo del Toro, interpretando l’interesse amoroso di Victor Frankenstein. Nel giugno 2025 le è stato affidato il ruolo dell’antagonista principale nel film Star Wars: Starfighter, diretto da Shawn Levy.

## Vita privata
Mia Goth ha conosciuto l'attore americano Shia LaBeouf nel 2013 mentre recitavano insieme in Nymphomaniac. Il 10 ottobre 2016 i due si sposarono a Las Vegas con una cerimonia celebrata da un imitatore di Elvis. Qualche giorno dopo un funzionario locale affermò che la coppia non era legalmente sposata. Successivamente nello stesso mese, LaBeouf confermò le loro nozze al The Ellen DeGeneres Show. Il matrimonio però è destinato a durare poco, infatti, solo due anni dopo, nel 2018, la coppia annuncia il divorzio. Nel marzo 2020 si sono riaccese le voci di una riconciliazione tra Mia Goth e Shia LaBeouf. I due ritornano insieme e nel marzo 2022 nasce la prima figlia della coppia, Isabel.
Nel gennaio 2024, Mia Goth è stata citata in giudizio dalla comparsa James Hunter, che interpretava un cadavere sul set di MaXXXine, con l’accusa di aggressione verbale e fisica. Hunter ha sostenuto che Goth lo avrebbe intenzionalmente colpito con un calcio alla testa, provocandogli una commozione cerebrale, e che sarebbe stato licenziato il giorno successivo all’incidente. Lo studio A24 ha respinto le accuse con una dichiarazione ufficiale, difendendo l’operato di Goth.

## Filmografia

### Attrice

#### Cinema
- Nymphomaniac, regia di Lars von Trier (2013)
- The Survivalist, regia di Stephen Fingleton (2015)
- Everest, regia di Baltasar Kormákur (2015)
- La cura dal benessere (A Cure for Wellness), regia di Gore Verbinski (2016)
- Marrowbone (El secreto de Marrowbone), regia di Sergio G. Sánchez (2017)
- Suspiria, regia di Luca Guadagnino (2018)
- High Life, regia di Claire Denis (2018)
- Emma., regia di Autumn de Wilde (2020)
- Mayday, regia di Karen Cinorre (2021)
- X: A Sexy Horror Story (X), regia di Ti West (2022)
- Pearl, regia di Ti West (2022)
- Piscina infinita (Infinity Pool), regia di Brandon Cronenberg (2023)
- MaXXXine, regia di Ti West (2024)
- Frankenstein, regia di Guillermo del Toro (2025)

#### Televisione
- The Tunnel – serie TV, episodi 1x03-1x04-1x05 (2013)
- Il commissario Wallander (Wallander) – serie TV, episodio 4x02 (2013)

#### Cortometraggi
- Magpie, regia di Stephen Fingleton (2014)
- The Staggering Girl, regia di Luca Guadagnino (2019)

#### Videoclip
- Haunted Love degli Future Unlimited, regia di Shia LaBeouf (2013)

### Doppiatrice

#### Televisione
- The House, regia di Emma De Swaef (2022)

### Sceneggiatrice

#### Cinema
- Pearl, regia di Ti West (2022)

## Riconoscimenti
- Saturn Awards
  - 2024 - Candidatura come migliore attrice per Pearl
  - 2024 - Candidatura per la miglior sceneggiatura (condivisa con Ti West) per Pearl
- Critics Choice Super Awards
  - 2023 - Candidatura come miglior attrice in un film horror per Pearl
  - 2023 - Candidatura come miglior antagonista per Pearl
- Columbus Film Critics Association
  - 2023 - Candidatura come miglior attrice protagonista per Pearl
  - 2023 - Candidatura come miglior attrice dell'anno per Pearl e X: A Sexy Horror Story
- Fangoria Chainsaw Awards
  - 2023 - Candidatura come miglior attrice protagonista per Pearl
  - 2023 - Candidatura come miglior sceneggiatura per Pearl
- Seattle Film Critics Society
  - 2023 - Candidatura come miglior attrice protagonista per Pearl
  - 2023 - Candidatura come miglior antagonista per Pearl
- Austin Film Critics Association
  - 2023 - Candidatura come miglior attrice protagonista per Pearl
- Denver Film Critics Society
  - 2023 - Candidatura come miglior attrice protagonista per Pearl
- International Online Cinema Awards
  - 2023 - Candidatura come miglior attrice protagonista per Pearl
- Gold Derby Awards
  - 2023 - Candidatura come miglior attrice protagonista per Pearl
- Hawaii Film Critics Society
  - 2023 - Premio come miglior attrice protagonista per Pearl
- Greater Western New York Film Critics Association Awards
  - 2023 - Candidatura come miglior attrice protagonista per Pearl
- Latino Entertainment Journalists Association Film Awards
  - 2023 - Candidatura come miglior attrice protagonista per Pearl
- Chicago Indie Critics Awards
  - 2023 - Candidatura come miglior attrice protagonista per Pearl
- DiscussingFilm Critics Awards
  - 2023 - Candidatura come miglior attrice protagonista per Pearl
- Minnesota Film Critics Alliance Awards
  - 2023 - Candidatura come miglior attrice protagonista per Pearl
- Music City Film Critics' Association Awards
  - 2023 - Candidatura come miglior attrice protagonista per Pearl
- North Carolina Film Critics Association
  - 2023 - Candidatura come miglior attrice protagonista per Pearl
- Portland Critics Association Awards
  - 2023 - Candidatura come miglior attrice protagonista per Pearl
- San Francisco Bay Area Film Critics Circle
  - 2023 - Candidatura come miglior attrice protagonista per Pearl
- North Dakota Film Society
  - 2023 - Candidatura come miglior attrice protagonista per Pearl
- Online Film Critics Society Awards
  - 2023 - Candidatura come miglior attrice protagonista per Pearl
- Film Independent Spirit Awards
  - 2023 - Candidatura come migliore attrice protagonista per Pearl
  - 2019 - Premio come miglior cast per Suspiria
- MTV Movie + TV Awards
  - 2022 - Candidatura come miglior performance per X: A Sexy Horror Story
- Sitges - Catalonian International Film Festival
  - 2022 - Premio come miglior attrice protagonista per Pearl
- Indiana Film Journalists Association
  - 2022 - Candidatura come migliore attrice protagonista per Pearl
  - 2022 - Candidatura come miglior attrice protagonista per X: A Sexy Horror Story
- St. Louis Film Critics Association
  - 2022 - Candidatura come miglior attrice protagonista per Pearl
- Hollywood Critics Association Midseason Awards
  - 2022 - Candidatura come miglior attrice protagonista per X: A Sexy Horror Story
- Chicago Film Critics Association Awards
  - 2022 - Candidatura come miglior attrice protagonista per Pearl
- Online Association of Female Film Critics
  - 2022 - Candidatura come miglior attrice protagonista per Pearl
- Sunset Film Circle Awards
  - 2022 - Candidatura come miglior attrice protagonista per Pearl e X: A Sexy Horror Story
- Utah Film Critics Association Awards
  - 2022 - Candidatura come miglior attrice protagonista per Pearl
- British Independent Film Awards
  - 2015 - Candidatura come miglior attrice emergente per The Survivalist

## Doppiatrici italiane
Nelle versioni in italiano delle opere in cui ha recitato, Mia Goth è stata doppiata da:
- Lucrezia Marricchi in Nymphomaniac, Marrowbone, Emma., X: A Sexy Horror Story (Maxine), MaXXXine
- Emanuela Ionica ne La cura dal benessere, Pearl
- Sara Labidi in Everest
- Erica Necci in Suspiria
- Lavinia Cipriani in High Life
- Ludovica Bebi in Piscina infinita
- Mirta Pepe in X: A Sexy Horror Story (Pearl)

Da doppiatrice è stata sostituita da:
- Alice Pantile in The House